# Acanthoptura sericeicollis
Acanthoptura sericeicollis là một loài bọ cánh cứng trong họ Cerambycidae.